# 北本德鎮區 (印地安納州斯塔克縣)
北本德鎮區（英語：North Bend Township）是位於美國印地安納州斯塔克縣的一個行政鎮區。

## 地方資料
根據2010年美國人口普查的數據，北本德鎮區的面積為93.70平方千米，當中陸地面積為91.80平方千米，而水域面積為1.90平方千米。當地共有人口1394人，而人口密度為每平方千米14.88人。